# IC 4826
IC 4826 — галактика типу Sab (компактна витягнута галактика) у сузір'ї Павич.
Цей об'єкт міститься в оригінальній редакції індексного каталогу.